# 국제 트라이애슬론 연맹
국제 트라이애슬론 연맹(International Triathlon Union)은 트라이애슬론을 관할하는 국제 스포츠 연맹이다.